# Melklijn
De melklijn of melklijst is een lijn die bij zoogdieren loopt van de oksel tot aan de lies. Langs deze twee lijnen liggen de tepels.

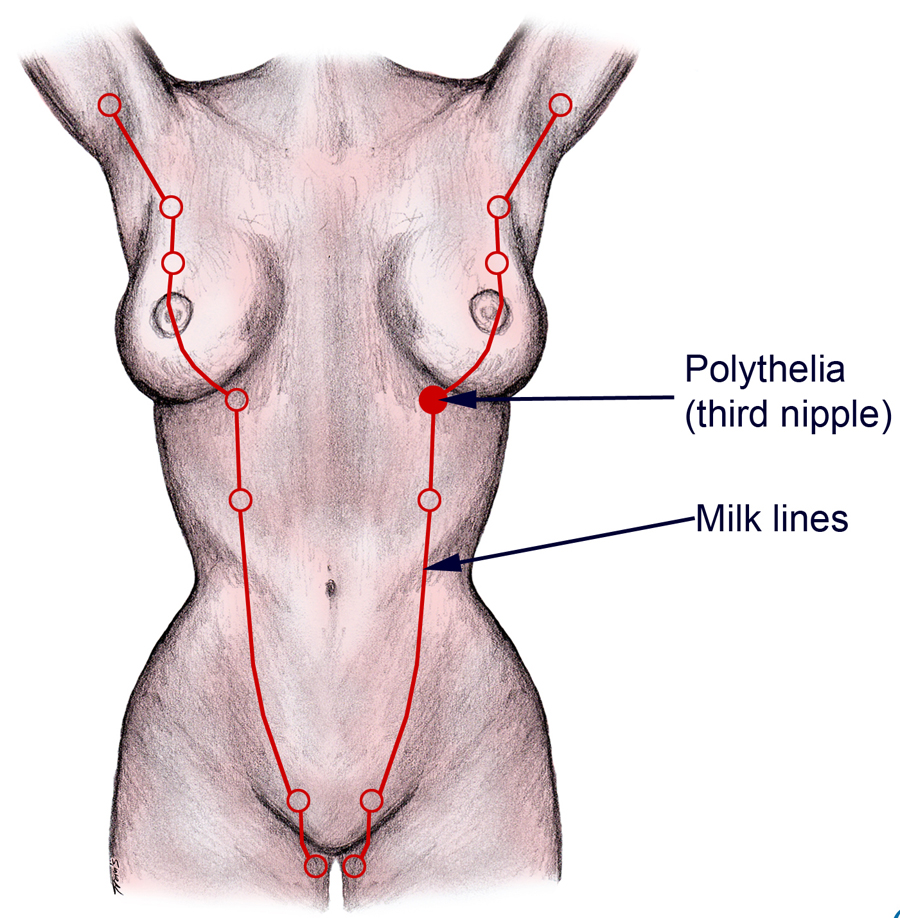
Melklijnen bij een vrouw met de plaats van mogelijke extra tepels

Bij zoogdieren die veel jongen baren, zoals honden en muizen, ontwikkelen zich langs die melklijn meerdere tepels. Bij mensen ontwikkelen zich er tijdens het embryonale stadium in beginsel slechts twee, hoewel enkele procenten van de mensen meerdere tepels hebben. Dit wordt polythelie genoemd. Als er zich ook borsten vormen wordt noemt men dat polymastie.

## Embryonale ontwikkeling
Bij menselijke embryogenese verschijnt de melklijn als een smalle, microscopische ectodermale verdikking tijdens de eerste zeven weken van de zwangerschap. Bij mensen groeit deze verdikking zowel bij vrouwelijke als mannelijke embryo's. Dit verklaart waarom zowel mannen als vrouwen tepels hebben.
Deze groeit caudaal verder tot een smalle, lineaire verhoging, een soort kam. Bij veel zoogdieren verschijnen de melkklieren eerst als verhoogde randen langs de melklijnen. Vervolgens scheiden zich deze in individuele knoppen. De locatie van deze knoppen varieert per soort: ze bevinden zich bij primaten in het thoracale gebied, bij de borstkas. Bij hoefdieren bevinden ze zich in het gebied van de liesgebied en bij knaagdieren en varkens bevinden ze zich over de gehele lengte van de lijn. Dit is de reden dat bij de koeien de uiers zich tussen de achterpoten bevinden en bij olifanten juist bij de voorpoten. Dit heeft voor deze soorten evolutionaire voordelen.
De verhoogde kam stopt gewoonlijk met groeien na acht weken. De lengte ervan neemt vervolgens af. Wat resteert bij mensen is een ronde, ectodermische placode waar de oksel zich verder ontwikkelt. Als de verkorting van de verhoging van de melklijn voltooid is, blijft een gedeelte van de structuur prominent aanwezig in de gebieden waar de borstklieren zich uiteindelijk gaan vormen, waarbij zich ook tepels gaan ontwikkelen.

## Vetkussentjes
Volwassen mensen hebben, ook als ze mager zijn, vetkussentjes aan de voorkant van hun torso. Er zijn acht paar van deze die langs de melklijn liggen. Deze vetkussentjes reageren minder op dieet en lichaamsbeweging, omdat het in feite borstvet is, dat gevoeliger is voor hormonale invloeden dan voor calorie-inname of vetverbranding.